# Châlons-en-Champagne
Châlons-en-Champagne er en mindre fransk provinsby. Den er hovedsæde i departementet Marne.